# Neoterpes trianguliferata
Neoterpes trianguliferata là một loài bướm đêm trong họ Geometridae.